# Catlettsburg
Catlettsburg és una població dels Estats Units a l'estat de Kentucky. Segons el cens del 2000 tenia 1.960 habitants.

## Demografia
Segons el cens del 2000, Catlettsburg tenia 1.960 habitants, 827 habitatges, i 519 famílies. La densitat de població era de 591,2 habitants/km².
Dels 827 habitatges en un 23,9% hi vivien nens de menys de 18 anys, en un 45% hi vivien parelles casades, en un 13,3% dones solteres, i en un 37,2% no eren unitats familiars. En el 34% dels habitatges hi vivien persones soles el 17% de les quals corresponia a persones de 65 anys o més que vivien soles. El nombre mitjà de persones vivint en cada habitatge era de 2,25 i el nombre mitjà de persones que vivien en cada família era de 2,85.
Per edats la població es repartia de la següent manera: un 20,4% tenia menys de 18 anys, un 10,4% entre 18 i 24, un 28,1% entre 25 i 44, un 24,2% de 45 a 60 i un 16,9% 65 anys o més.
L'edat mediana era de 38 anys. Per cada 100 dones de 18 o més anys hi havia 92,7 homes.
La renda mediana per habitatge era de 24.167$ i la renda mediana per família de 34.118$. Els homes tenien una renda mediana de 26.683$ mentre que les dones 24.107$. La renda per capita de la població era de 13.682$. Entorn del 15,1% de les famílies i el 21,6% de la població estaven per davall del llindar de pobresa.

## Poblacions més properes
El següent diagrama mostra les poblacions més properes.